# (995) Штернберга
(995) Штернберга (лат. Sternberga) — типичный астероид главного пояса, открыт 8 июня 1923 года российским и советским астрономом Сергеем Белявским в Симеизской обсерватории и назван в честь русского астронома Павла Штернберга.

## Обнаружение и именование
(995) Штернберга
Открыт 8 июня 1923 года в Симеизе С. И. Белявским.
Назван в честь русского астронома Павла К. Штернберга (1865—1920) из Московского университета. В честь Штернберга также назван лунный кратер.
Оригинальный текст (англ.)995 Sternberga
Discovered 1923-06-08 by Belyavskij, S. at Simeis.
Named in honor of the Russian astronomer Pavel K. Sternberg (1865—1920) from the Moscow University. Sternberg is also honored by a lunar crater.
Источник: DISCOVERY.DB.

## Орбита

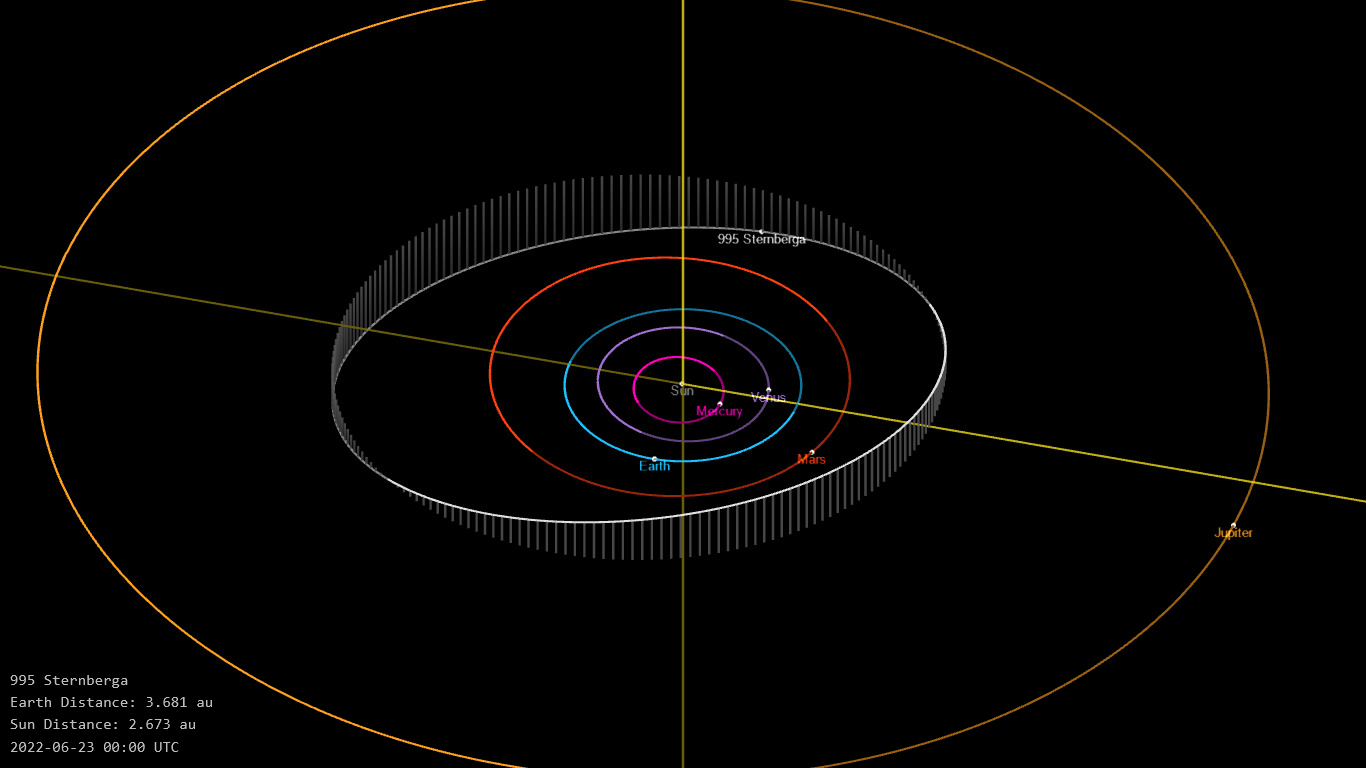
Орбита астероида Штернберга и его положение в Солнечной системе

## Физические характеристики
Астероид относится к таксономическому классу C.
По результатам наблюдений в инфракрасном диапазоне орбитальной обсерватории IRAS и спутника Akari и наблюдений в видимом и ближнем инфракрасном диапазоне космического телескопа NEOWISE диаметр астероида сначала оценивался равным 31,62±0,6 км, позже — 22,350±0,220 км, 32,08±0,59 км, 27,70±0,82 км и 20,222±0,291 км. Согласно тем же источникам альбедо оценивается как 0,1341±0,005, 0,2743±0,0168, 0,134±0,006, 0,192±0,021, 0,328±0,079.